# Mariusz Szypura
Mariusz Szypura (ur. 1972) – polski kompozytor, multiinstrumentalista, producent muzyczny i art designer. Znany m.in. z zespołów takich jak: Happy Pills i Blimp. Twórca projektu muzycznego Silver Rocket.

## Działalność muzyczna

### Happy Pills
W środowisku polskiej alternatywy Mariusz Szypura zaczynał na początku lat 90. od projektu Happy Pills – poznańskiej ikony niezależnej sceny rockowej. Zespół wydał kilka albumów dla najważniejszych polskich wytwórni niezależnych, a możliwą karierę za oceanem – związaną z trasą koncertową i wydaniem w USA płyty "Smile" – przerwał atak na wieże World Trade Centre. Po latach przerwy, na początku 2023 roku, zespół powrócił albumem „Something Indefinitely Good”.

### Blimp
Mniej znanym szerszej publiczności, ale muzycznie bardzo znaczącym punktem w karierze Szypury było współtworzenie klasycznej już dla polskiej muzyki niezależnej grupy Blimp. Wydany w 2002 roku krążek „Pressure: Pleasure” (Ampersand Records) odważnie przenosił post-rockową wizjonerską w Polsce grupę na pole elektronicznych brzmień click-techno i emotroniki. Krążek był dużym wydarzeniem na polskiej scenie muzycznej, doczekał się także wielu pozytywnych recenzji w prasie zagranicznej (m.in.: The Wire (miesięcznik), De:Bug).

### Silver Rocket
To jednak Silver Rocket jest głównym autorskim projektem muzycznym Mariusza Szypury. Nagrany dla Ampersand Records w 2003 roku debiutancki „Electronics For Dogs” oraz wydana rok później EP-ka „Astronaut’s Diary” zebrały entuzjastyczne recenzje w mediach i środowisku - stąd w pracę nad kolejnym albumem w dorobku Silver Rocket – „Unhappy Songs” (Jazzboy Records) – zaangażowała się wówczas cała czołówka polskiej sceny muzycznej, choć nie zabrakło także międzynarodowych kooperacji. Na albumie zaśpiewali lub zagrali Katarzyna Nosowska, Artur Rojek, Ania Dąbrowska, Novika czy Masha Qrella z berlińskiej grupy Contriva.
W 2008 roku ukazał się concept album Silver Rocket – „Tesla”. Zwiastował on odejście od wczesnej formuły projektu skupionego wyłącznie na muzyce. Zainspirowany niezwykłym życiem genialnego odkrywcy Nikoli Tesli krążek, przesuwał Silver Rocket na nieco szersze wody. Na albumie czuć więcej przestrzeni, eksperymenty z brzmieniem czy wręcz inspiracji muzyką świata. Materiał promuje nagrany wspólnie z Moniką Brodką singlowy utwór „Niagara Falls”. Album spotyka się z dużym zainteresowaniem recenzentów i słuchaczy, zbiera kilka nominacji do Fryderyków i zdobywa nagrodę w kategorii Najlepsza oprawa graficzna. Tesla to ostatni przed premierą „Infinity Fidelity” album Silver Rocket.

#### "Infinity Fidelity"
Najnowszym dziełem Silver Rocket jest album "Infinity Fidelity" (data premiery: 29.02.2024 r.)
W obrębie albumu "Infinity Fidelity," Mariusz Szypura stworzył swoje unikalne, równoległe uniwersum, w którym ludzie i maszyny współistnieją, co wpisuje się w aktualną dyskusję na temat sztucznej inteligencji we współczesnym świecie. Album ten składa się z dwóch płyt, które można odtwarzać jednocześnie, aby wzmocnić efekt interakcji między człowiekiem a maszyną. To niezwykłe doświadczenie, w którym teraźniejszość, przyszłość i przeszłość splatają się, a świat ludzi łączy się z universum robotów i sztucznej inteligencji. W wersji kompaktowej i winylowej obie płyty można także słuchać osobno, tworząc kontrastowe odbicia obu światów.
Pierwsza płyta to instrumentalna muzyka Silver Rocket, pełna emocji i energetyczna, często przypominająca ścieżkę dźwiękową do filmu. Druga część albumu to cyfrowa, zdehumanizowana odbitka pierwszej płyty, pełna ambientowych plam, dronów i chłodu sztucznej inteligencji stworzonej przez maszyny. Album "Infinity Fidelity" stanowi podsumowanie dwóch dekad nieoczywistej ścieżki twórczej Silver Rocket i stanowi intrygujący soundtrack do przyszłości.
Dualistyczną wizję "Infinity Fidelity" dopełnia autorska koncepcja projektu graficznego oraz oznaczeń na wydawnictwie. Te elementy tworzą iluzję ruchu, koegzystencji dwóch bardzo różnych rzeczywistości, które stopniowo się przenikają. Tytuły utworów na albumie przewidują, w sposób apokaliptyczny, naszą przyszłość.
Pod względem stylu muzycznego, "Infinity Fidelity" trudno jednoznacznie zaklasyfikować. Album łączy piękne, chwytliwe melodie w skomplikowanych harmoniach, przypominając przy tym różnorodne inspiracje, od Morricone i Strawinskiego, przez klasyków elektroniki jak Kraftwerk (w coverze "The Robots"), aż po eksperymentalny dekonstrukcjonizm, który oscyluje między My Bloody Valentine a Philipem Glassem. Wszystkie kompozycje, aranżacje, produkcja oraz nagrania instrumentów są autorstwa Mariusza Szypury.

### Wybrane projekty muzyczne
Happy Pills
- „Soft“ 1997, Mami Records
- „Lo-Fi” 1998, Gusstaff Records
- „Happy Pills Meet Schneider” 2000, Gusstaff Records
- „Smile” 2001, Antena Krzyku
- „17 Songs” 2006, Antena Krzyku
- „Retrosexual” 2010, Revolution 9 / EMI
- „Happy Pills EP” 2016, Gusstaff Records
- „Something Indefinitely Good” 2023, Black Element

Blimp
- „Pressure: Pleasure” 2002, Ampersand Records

Silver Rocket
- „Electronics For Dogs” 2002, Ampersand Records
- „Astronaut’s Diary EP” 2003, Ampersand Records
- „Unhappy Songs” 2006, Jazzboy Records
- „Tesla” 2008, Revolution 9 / Sony Music Entertainment Poland
- „Infinity Fidelity” 2024, Black Element / Warner Music Poland

Muzyka do filmów:
- Supermarket (film) (reż. Maciej Żak) 2012[16]
- Big Love (film) (reż. Barbara Białowąs) 2012[16]

Soundtrack do gier:
- Steampunker[17]
- Steamburg[18]
- Steamkraft[19]

## Projekty artystyczne
Mariusz Szypura odpowiadał m.in. za identyfikację graficzną Off Festival w Katowicach w latach 2010–2015. Ponadto był odpowiedzialny za tworzenie artwork oraz designu dla albumów różnych wykonawców. Wśród nich znajdują się m.in. Hey, Myslovitz, Ania Dąbrowska, T.Love, Anita Lipnicka, Włodek Pawlik.

### Wybrane projekty[21]
- Anita Lipnicka - Hard Land Of Wonder (2009)
- Anna Wyszkoni - Pani i Pan (2009)
- Kucz/ Kulka, Sleepwalk (2009)
- Ania Dąbrowska - Movie (2010), Dla naiwnych marzycieli (2016)
- Włodek Pawlik - Pora umierać (soundtrack do filmu: Pora umierać) (2011), Trio America (2015), 4 Works 4 Orchestra (2016)
- Myslovitz - Skalary Mieczyki Neonki (2004)
- Pidżama Porno - Styropian
- Andrzej Piaseczny - Spis rzeczy ulubionych (2009)
- Maciej Maleńczuk/ Paweł Kukiz - Starsi Panowie (2010)
- Patrycja Markowska, Patrycja Markowska (2010)
- Hey, Najmniejszy Koncert Świata (2010)
- Video (zespół muzyczny) - Nie obchodzi nas rock (2011)
- T.Love - T.Lovestory (2011), T.Lovevideo DVD, Polskie Mięso (2011)
- Plateau (zespół muzyczny) - Projekt Grechuta (2011)
- Peter J. Birch - Yearn (2014)
- Muniek Staszczyk - Muniek (2020)

Kolejny etap artystycznej podróży Szypury wiąże się z fascynacją instalacjami audiowizualnymi – jest to dziedzina, w której dynamicznie się rozwija. Jego pierwsza wystawa „in:human”, zaprezentowana w lipcu 2024 roku w Centrum Sztuki Współczesnej w Warszawie, eksplorowała relacje człowieka z technologią, wykorzystując interaktywne instalacje i immersyjne doświadczenia. W listopadzie 2024 roku podczas festiwalu Unsound w Lincoln Center w Nowym Jorku miała miejsce kolejna wystawa Szypury, „êkhos”, przygotowana we współpracy z kolektywem (((echo~echo))). Projekt łączył wielkoformatowe projekcje wizualne z oryginalną warstwą dźwiękową, ukazując możliwości technologii w reinterpretacji tradycyjnych form artystycznych.

## Gry
Na kilka lat Szypura zawiesił projekty muzyczne, skupiając się w tym czasie na projektowaniu i dewelopmencie nagradzanych na międzynarodowych festiwalach gier komputerowych oraz działalności biznesowej w dziedzinie nowych technologii. Dla studia Telehorse stworzył grę Steampunker (2014), a trzy lata później dla francuskiej Anuman Interactive – Steamburg. Dla Telehorse Szypura stworzył też następne gry – „Steamkraft” oraz VR „Steampunker VR Periscope Shooter”. 